# Museo dell'Orangerie
Il museo dell'Orangerie è una pinacoteca che ospita opere di artisti impressionisti e post-impressionisti. Il museo si trova a Parigi, lungo la Senna, nell'antica orangerie del Palazzo delle Tuileries.

## Storia
L'edificio fu costruito nel 1852 dall'architetto Firmin Bourgeois e completato dal suo successore Ludovico Visconti, per ospitare gli alberi di arance del giardino delle Tuileries. Usato dalla Terza Repubblica nel diciannovesimo secolo come deposito dei beni, ospedale e luogo di alloggio provvisorio per i soldati mobilitati, è anche stato utilizzato come casa dello sport, della musica e di eventi patriottici. Inoltre era un luogo dove fare mostre sull'industria, animali, piante, in aggiunta a rare mostre di dipinti. Nel 1921 l'Orangerie diventò un annesso del museo del Luxembourg.
A Claude Monet fu richiesto di donare dei pannelli decorativi al governo francese come monumento per la fine della prima guerra mondiale, e l'ex politico (e caro amico di Monet) Georges Clemenceau suggerì che i quadri fossero installati nella da poco disponibile Orangerie (invece che al Jeu de Paume, il quale aveva pareti più piccole, o, come era stato precedentemente pensato, a un annesso al Museo Rodin). Il 12 aprile 1922 Claude Monet firmò il contratto di donazione al governo francese delle Ninfee, serie di pannelli decorativi dipinti su tela con destinazione nelle ridisegnate stanze ovali all'Orangerie. I lavori iniziarono nel 1922 e sembra che finirono l'anno seguente. Non intenzionato a lasciare la sua ultima opera d'arte, questi quadri rimasero con Monet fino alla sua morte, il 5 dicembre 1926.
Il 31 gennaio 1927 si raggiunse l'accordo per montare i pannelli (con un processo che prevedeva d'incollare le tele direttamente al muro) e furono installati il 26 marzo di quell'anno. Infine il 17 maggio 1927 il Museo dell'Orangerie aprì al pubblico le sale al pian terreno delle Ninfee.
Il museo ospita anche dal 1965 la collezione Walter-Guillaume, di arte impressionista.
Il museo è stato chiuso al pubblico dalla fine di agosto 1999 fino al maggio 2006, per riorganizzare le opere e la loro disposizione.
Il museo espone opere di: Paul Cézanne, Henri Matisse, Amedeo Modigliani, Claude Monet, Pablo Picasso, Pierre-Auguste Renoir, Henri Rousseau, Alfred Sisley, Maurice Utrillo e altri.
È sede di importanti mostre temporanee. Per migliorare e trovare nuove sinergie, da alcuni anni si è formalmente unito al Museo d'Orsay col quale ora costituisce un unico polo museale gestito da un unico direttore.

## Le opere maggiori
Paul Cézanne 
- Ritratto di Madame Cézanne (1890 circa)

 Claude Monet 
- Le nuvole (1923-1926)
- Le ninfee (1895-1926)

 Pablo Picasso 
- Grande bagnante (1921-1922)

 Pierre-Auguste Renoir 
- Femme nue dans un paysage (1883)
- Gabrielle e Jean (1895 cr.)

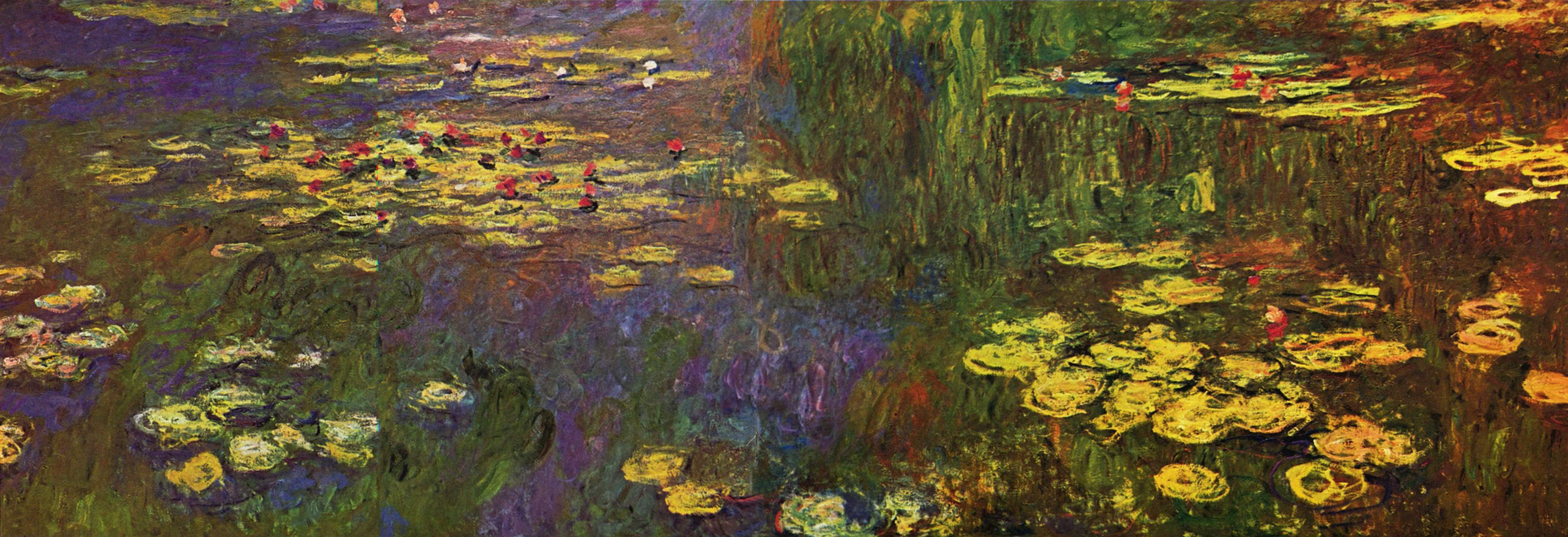
Claude Monet: Ninfee, 1920-26

- Yvonne e Christine Lerolle al piano (1897)
- Il clown (1909)
- Femme nue couchée (1910)
- Donna appoggiata sul gomito (1917-1919)

 Henri Rousseau 
- Fabbrica di sedie ad Alfortville (1897)
- Nave nella tempesta (1899)
- Bambina con bambola (1904-1905)
- Nozze in campagna (1905)
- Il calesse di papà Junier (1908)

 Amedeo Modigliani 
- Donna con nastro di velluto (1915)
- Fille rousse (1915)
- Antonia (1915)
- Ritratto di Paul Guillaume (1915)
- Il giovane apprendista (1918-1919)